# Приз Французького синдикату кінокритиків за найкращий іноземний фільм
Приз Французького синдикату кінокритиків за найкращий іноземний фільм (фр. Prix du meilleur film étranger du syndicat de la critique de cinéma) — кінематографічна нагорода Франції. Її щорічно присуджує Синдикат французьких кінокритиків у категорії Найкращий іноземний фільм (фр. Meilleur film étranger). Приз засновано у 1967 році на честь французького кінокритика Леона Муссінака (1890–1964) як Приз Леона Муссінака.
За час існування премії найбільшу кількість перемог (по три нагороди) отримали Федеріко Фелліні (1973, 1975, 1980), Кшиштоф Кесльовський (1990, 1991, 1992) та Кен Лоуч (1974, 1994, 1996).
| Рік  | Оригінальна назва                   | Назва українською           | Режисер(и)                               | Країна                             | прим. |
| 1967 | El ángel exterminador               | Ангел-винищувач             | Луїс Бунюель                             | Франція                            |       |
| 1968 | Blowup                              | Фотозбільшення              | Мікеланджело Антоніоні                   | Італія                             |       |
| 1969 | Csillagosok, Katonák                | Зірки і солдати             | Міклош Янчо                              | Угорщина                           |       |
| 1970 | Rosemary's Baby                     | Дитина Розмарі              | Роман Полянський                         | США                                |       |
| 1971 | Андрей Рублёв                       | Андрій Рубльов              | Андрій Тарковський                       | СРСР                               |       |
| 1972 | Morte a Venezia                     | Смерть у Венеції            | Лукіно Вісконті                          | Італія                             |       |
| 1973 | Roma                                | Рим                         | Федеріко Фелліні                         | Італія                             |       |
| 1974 | Family Life                         | Сімейне життя               | Кен Лоуч                                 | Англія                             |       |
| 1975 | Amarcord                            | Амаркорд                    | Федеріко Фелліні                         | Італія                             |       |
| 1976 | Aguirre, der Zorn Gottes            | Агірре, гнів божий          | Вернер Герцог                            | ФРН                                |       |
| 1977 | Cría cuervos                        | Вигодуй ворона              | Карлос Саура                             | Іспанія                            |       |
| 1978 | Дерсу Узала                         | Дерсу Узала                 | Акіра Куросава                           | Японія, СРСР                       |       |
| 1979 | L'albero degli zoccoli              | Дерево для черевиків        | Ерманно Ольмі                            | Італія                             |       |
| 1980 | Prova d'orchestra                   | Репетиція оркестру          | Федеріко Фелліні                         | Італія                             |       |
| 1981 | Cristo si è fermato a Eboli         | Христос зупинився в Еболі   | Франческо Розі                           | Італія                             |       |
| 1982 | Elephant Man                        | Людина-слон                 | Девід Лінч                               | США                                |       |
| 1983 | La Notte di San Lorenzo             | Ніч Святого Лоренцо         | Паоло та Вітторіо Тавіані                | Італія                             |       |
| 1983 | Yol                                 | Дорога                      | Їлмаз Ґюней                              | Туреччина                          |       |
| 1984 | Fanny och Alexander                 | Фанні та Олександр          | Інгмар Бергман                           | Швеція                             |       |
| 1985 | Paris, Texas                        | Париж, Техас                | Вім Вендерс                              | ФРН                                |       |
| 1986 | The Purple Rose of Cairo            | Пурпурова троянда Каїру     | Вуді Аллен                               | США                                |       |
| 1987 | Hannah and Her Sisters              | Ханна та її сестри          | Вуді Аллен                               | США                                |       |
| 1988 | Der Himmel über Berlin              | Небо над Берліном           | Вім Вендерс                              | ФРН                                |       |
| 1989 | Out of Rosenheim                    | Кафе «Багдад»               | Персі Адлон                              | ФРН                                |       |
| 1989 | The Dead                            | Мертві                      | Джон Г'юстон                             | США                                |       |
| 1990 | Krótki film o zabijaniu             | Короткий фільм про вбивство | Кшиштоф Кесльовський                     | Польща                             |       |
| 1991 | Dekalog                             | Декалог                     | Кшиштоф Кесльовський                     | Польща                             |       |
| 1992 | La Double Vie de Véronique          | Подвійне життя Вероніки     | Кшиштоф Кесльовський                     | Польща                             |       |
| 1993 | C'est arrivé près de chez vous      | Людина кусає собаку         | Ремі Бельво Андре Бонзель Бенуа Пульворд | Бельгія                            |       |
| 1993 | 秋菊打官司                          | Історія Цу Цзю              | Чжан Їмоу                                | КНР                                |       |
| 1994 | Raining Stones                      | Град каміння                | Кен Лоуч                                 | Англія                             |       |
| 1995 | Exotica                             | Екзотика                    | Атом Егоян                               | Канада                             |       |
| 1996 | Το βλέμμα του Οδυσσέα               | Погляд Улісса               | Тео Ангелопулос                          | Греція                             |       |
| 1996 | Land and Freedom                    | Земля і свобода             | Кен Лоуч                                 | Англія                             |       |
| 1997 | Secrets & Lies                      | Таємниці і брехня           | Майк Лі                                  | Англія                             |       |
| 1998 | はなび                              | Феєрверк                    | Такесі Кітано                            | Японія                             |       |
| 1999 | La vita è bella                     | Життя прекрасне             | Роберто Беніньї                          | Італія                             |       |
| 2000 | Eyes Wide Shut                      | Із широко заплющеними очима | Стенлі Кубрик                            | США                                |       |
| 2001 | 一一 (Yī Yī)                        | Один і два                  | Едвард Янг                               | Тайвань                            |       |
| 2002 | Ničija zemlja                       | Нічна земля                 | Даніс Танович                            | Боснія і Герцеговина               |       |
| 2003 | Hable con ella                      | Поговори з нею              | Педро Альмодовар                         | Іспанія                            |       |
| 2004 | Elephant                            | Слон                        | Гас ван Сент                             | США                                |       |
| 2005 | Lost in Translation                 | Труднощі перекладу          | Софія Коппола                            | США                                |       |
| 2006 | A History of Violence               | Виправдана жорстокість      | Девід Кроненберг                         | США                                |       |
| 2007 | Volver                              | Повернення                  | Педро Альмодовар                         | Іспанія                            |       |
| 2008 | Das Leben der Anderen               | Життя інших                 | Флоріан Генкель фон Доннерсмарк          | Німеччина                          |       |
| 2009 | There Will Be Blood                 | Нафта                       | Пол Томас Андерсон                       | США                                |       |
| 2010 | Das weiße Band                      | Біла стрічка                | Міхаель Ганеке                           | Австрія                            |       |
| 2011 | Another Year                        | Ще один рік                 | Майк Лі                                  | Англія                             |       |
| 2012 | Melancholia                         | Меланхолія                  | Ларс фон Трієр                           | Данія                              |       |
| 2013 | Tabu                                | Табу                        | Мігель Гоміш                             | Португалія                         |       |
| 2014 | 天注定                              | Дотик гріха                 | Цзя Чжанке                               | Чилі                               |       |
| 2014 | Kış Uykusu                          | Зимова сплячка              | Нурі Більге Джейлан                      | Туреччина                          |       |
| 2015 | Saul fia                            | Син Саула                   | Ласло Немеш                              | Угорщина                           |       |
| 2016 | Bacalaureat                         | Водолій                     | Клебер Мендоніча Філго                   | Бразилія                           |       |
| 2017 | Нелюбовь                            | Нелюбов                     | Андрій Звягінцев                         | Росія, Німеччина, Бельгія, Франція | [ 2 ] |
| 2019 | Phantom Thread                      | Примарна нитка              | Пол Томас Андерсон                       | США                                |       |
| 2020 | Parasite                            | Паразити                    | Пон Чжун Хо                              | Південна Корея                     |       |
| 2021 | Druk                                | Ще по одній                 | Томас Вінтерберг                         | Данія                              |       |
| 2022 | ドライブ・マイ・カ (Doraibu mai kā) | Сядь за кермо моєї машини   | Рюсуке Хамагуті                          | Японія                             |       |